# Blanfordlerche

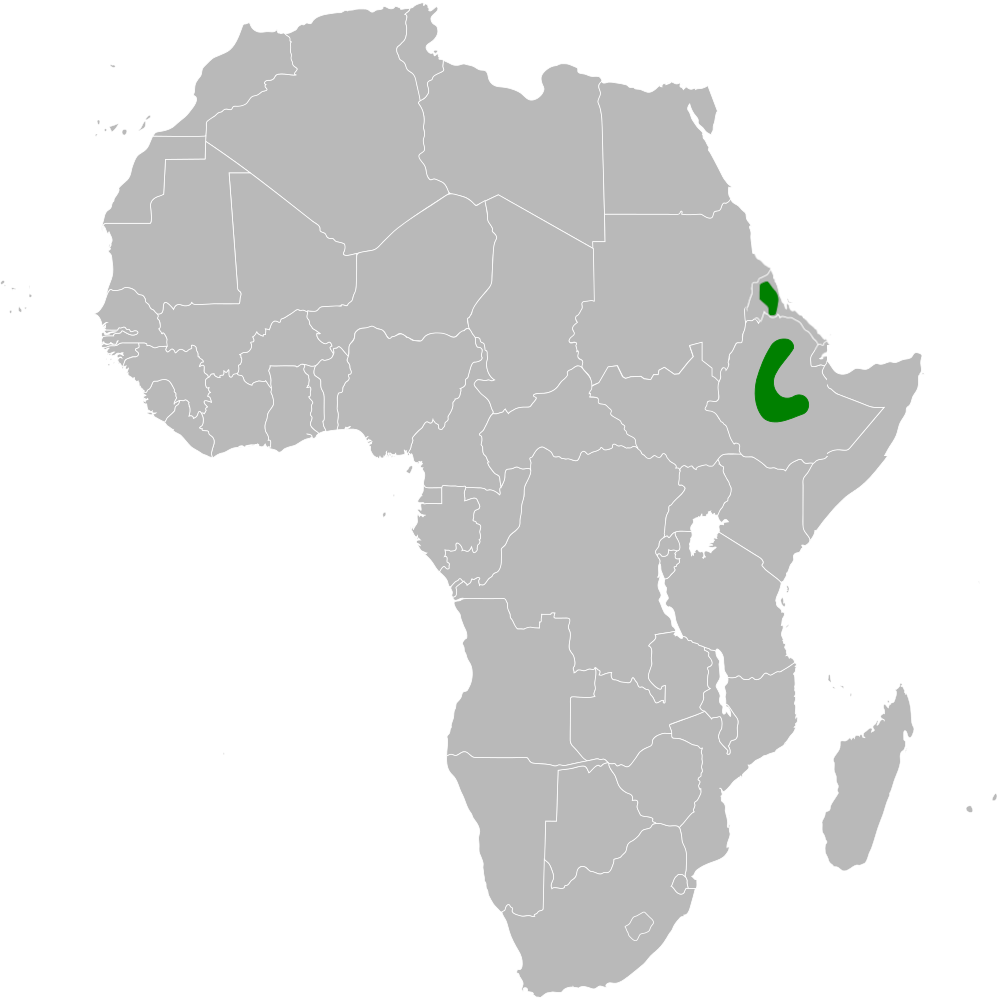
Verbreitungsgebiet der Blanfordlerche

Die Blanfordlerche (Calandrella blanfordi) ist eine Art aus der Familie der Lerchen. Sie entspricht in ihren Körperproportionen der unter anderem in Südeuropa vorkommenden Kurzzehenlerche, ist allerdings etwas kleiner. Ihr Verbreitungsgebiet liegt im Osten Afrikas. Es werden zwei Unterarten unterschieden.
Der Name ehrt den britischen Zoologen William Thomas Blanford.

## Merkmale
Die Blanfordlerche erreicht eine Körperlänge von etwa 12 bis 13 Zentimetern, wovon 4,9 bis 5,2 Zentimeter auf den Schwanz entfallen. Sie zählt damit zu den kleinsten Lerchen. Der Schnabel misst vom Schädel aus ca. 9 bis 10 Millimeter. Es besteht kein Geschlechtsdimorphismus.
Die Blanfordlerche ähnelt in ihrem Erscheinungsbild der weiter im Süden von Afrika vorkommenden Rotkappenlerche, ist aber insgesamt etwas heller. Wie diese hat sie eine rotbraune Kopfplatte, die aber weniger deutlich als bei der Rotkappenlerche ausgeprägt ist. Die Körperoberseite ist braun, die einzelnen Federn sind breit sandfarben gesäumt. Die Stirn ist etwas heller und matter gefärbt als der rotbraune Scheitel, die Ohrdecken sind hellbraun. An den Nackenseiten befindet sich jeweils ein undeutlicher und kleiner schwarzbrauner Fleck. Der Kropf, die Flanken und die Schenkel sind gelbbraun, die übrige Körperunterseite ist weißlich.

## Verbreitungsgebiet und Lebensraum
Das Verbreitungsgebiet der Blanfordlerche ist Äthiopien und der Norden von Eritrea. In Äthiopien kommt sie im Hochland vor. Sie ist in ihrem gesamten Verbreitungsgebiet ein Standvogel. Ihr Lebensraum sind steinige Halbwüsten.

## Lebensweise
Die Lebensweise ist noch nicht abschließend untersucht. Vermutlich weist die Blanfordlerche ähnliche Verhaltensweisen wie die Rotkappenlerche auf.

## Unterarten
Es werden zwei Unterarten unterschieden:
- C. b. blanfordi (Shelley, 1902) Nominatform – kommt im Norden von Eritrea vor.
- C. b. erlangeri (Neumann, 1906) – kommt in Äthiopien vor.

Bis vor kurzem galt auch die Jemenlerche (Calandrella eremica (White, 1960)) als Unterart der Blanfordlerche, nun wird sie aber wieder als eigene Art geführt, der neuerdings auch die Unterart C. e. daaroodensis zugeordnet wird. Die Erlangerlerche hingegen verlor ihren Status als eigene Art und wird nun nur noch als Unterart der Blanfordlerche gesehen. Da die Abgrenzung von Unterarten, Arten und Gattungen im Komplex Calandrella / Alaudala nach wie vor im Gang ist, ist es möglich, dass Teile dieser Zuordnung nochmals revidiert werden müssen.

## Einzelbelege
1. 1 2 3  Pätzold: Kompendium der Lerchen. S. 265.
2. ↑  IOC World Bird List 6.4. In: IOC World Bird List Datasets. doi:10.14344/ioc.ml.6.4 (englisch, worldbirdnames.org).